# 天祖神社 (江戸川区西小岩)

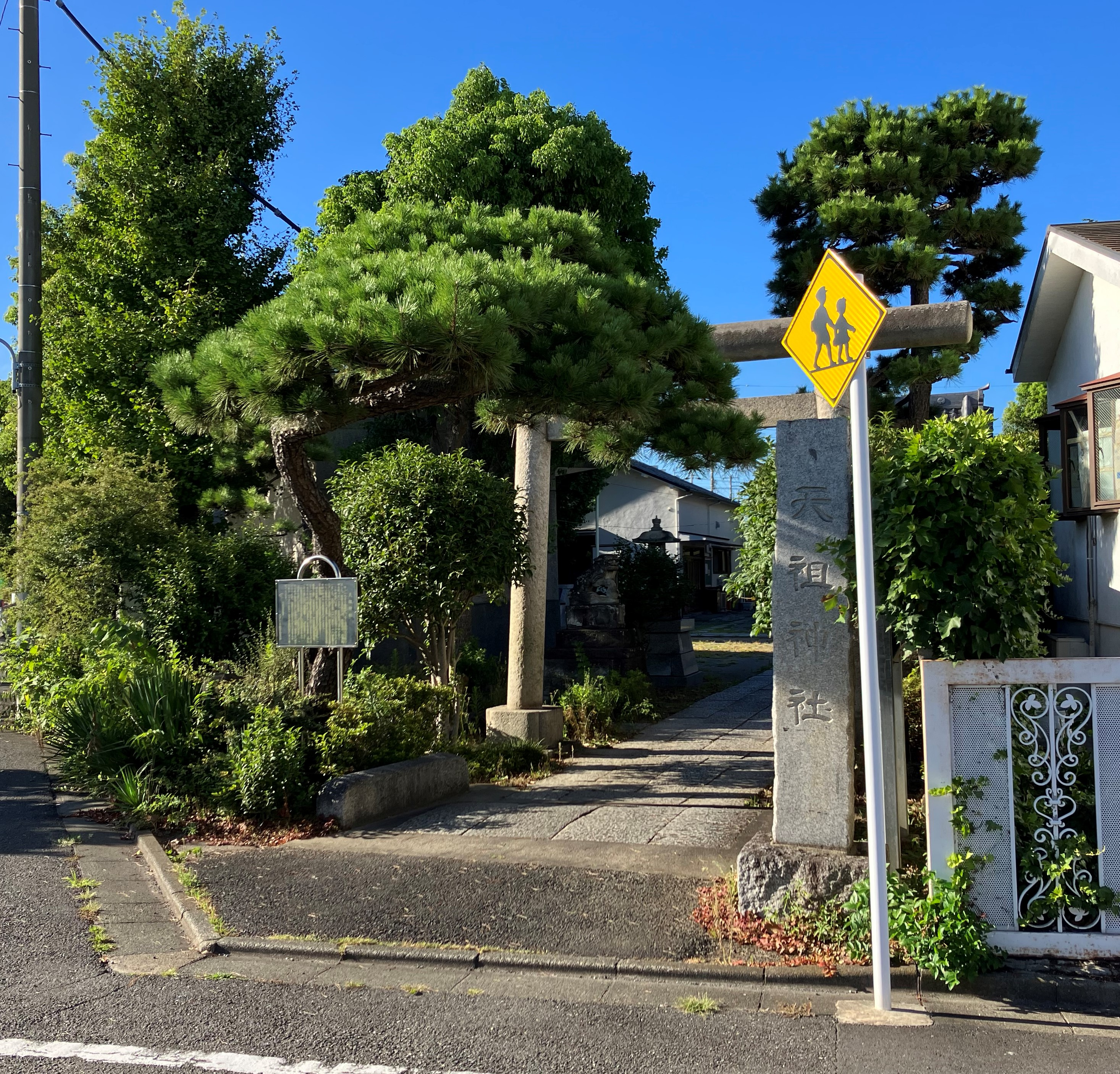
鳥居

天祖神社（てんそじんじゃ）は、東京都江戸川区の神社。

## 歴史
創建年代は不明である。元々は「神明社」と称しており、上一色村の鎮守であった。
当社には、かつて裸祭りがあった。天保年間（1830年 - 1843年）の伝染病流行に際し、疫病退散の意味を込めて始められたものという。その様子を描いた板絵が拝殿に掛けられており、江戸川区の文化財に指定されている。例祭日以外は非公開である。
なお、明治期に勝海舟が社号額を奉納している。

## 文化財
- 板絵額 - 江戸川区指定有形民俗文化財・民俗資料、昭和57年2月8日告示[3]

## 交通アクセス
- 小岩駅より徒歩10分。